# Sciopero generale europeo del 2012

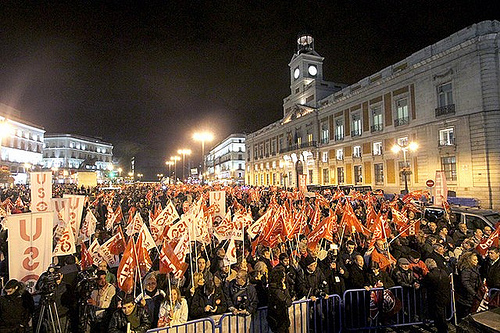
Sciopero generale del 14 novembre 2012 a Madrid

Lo sciopero generale europeo del 2012 (conosciuto anche come #14N o sciopero generale iberico) è stato uno sciopero generale convocato per il mercoledì 14 novembre del 2012 inizialmente da varie organizzazioni spagnole alle quali si sommarono diversi sindacati e collettivi europei.
Per la prima volta nella storia dell'Unione europea si convocò simultaneamente un giorno di sciopero in diversi stati con una rivendicazione comune. Cipro, Malta, Portogallo, Italia, Spagna e Grecia vissero una giornata di sciopero generale, che fu accompagnata con mobilizzazioni in Francia e Vallonia.

## L'organizzazione

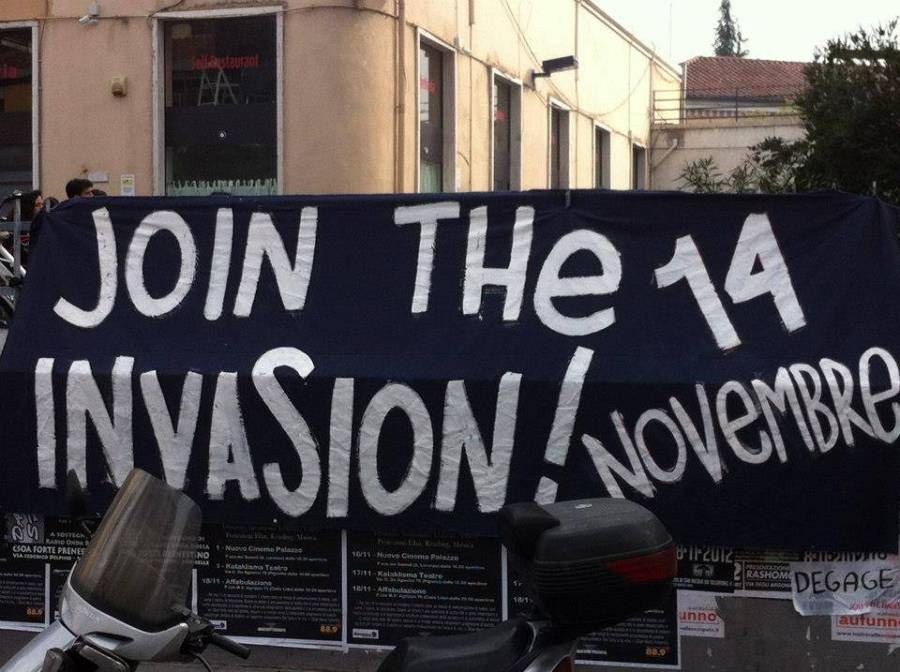
Chiamata allo sciopero generale a Roma

La Confederazione europea dei sindacati (CES) si riunì nell'ottobre del 2012 per studiare la forma di protesta contro i modelli di austerità, portando ai sindacati di molti paesi a far sciopero o a mobilizzarsi. Questo sciopero ebbe la particolarità di essere il primo sciopero generale iberico della storia, nel quale tanto i sindacati spagnoli come quelli portoghesi convocarono lo sciopero in tutta la penisola iberica per tutta la giornata. All'appello dello sciopero si unirono in tutta Europa non solo organizzazioni sindacali, ma anche organizzazioni studentesche e cittadine.
In Italia, i Cobas, la Confederazione Unitaria di Base, l'Unione Sindacale di Base ed altri sindacati di base convocarono lo sciopero generale per tutta la giornata, mentre la Confederazione Generale Italiana del Lavoro si unì allo sciopero con uno stop di quattro ore. Cisl e Uil non aderirono allo sciopero, accusando la CGIL di aver rotto il percorso unitario che stavano costruendo a livello nazionale.
In Spagna quasi tutte le organizzazioni sindacali convocarono e parteciparono attivamente allo sciopero. Oltre alle organizzazioni maggioritarie Commissioni Operaie e Unione Generale del Lavoro, organizzò lo sciopero anche il sindacalismo di base, con la Confederación Nacional del Trabajo e la Confederación General del Trabajo.
In Grecia, il sindacato maggioritario del settore privato Gsee ed il sindacato maggioritario nel settore privato Adedy, aderirono alla chiamata allo sciopero.
Allo sciopero si sommarono anche Cipro e Malta.

## Contesto sociale
Le proteste del 14 novembre risposero direttamente alla Grande recessione del 2008-2012, che provocò una serie di provvedimenti di austerità imposti dalla Troika per la riduzione del deficit degli stati dell'Unione europea. La crisi provocò un effetto domino che portò alcuni paesi periferici dell'Europa a chiedere un riscatto economico: Portogallo, Grecia, Irlanda e Cipro.
Il disagio sociale fu una conseguenza dei provvedimenti di austerità.

### In Spagna
Nel caso della Spagna, il governo del Partito Popolare guidato da Mariano Rajoy realizzò importanti tagli nel settore pubblico, aumentando l'IVA e riducendo i salari. Queste misure furono fortemente criticate dai partiti politici all'opposizione e dai cittadini. Questo clima già portò ai sindacati spagnoli ad organizzare uno sciopero generale nel marzo del 2012, con l'obiettivo di ritirare la Riforma sul lavoro del 2012, perché facilitava il licenziamento dei lavoratori.

### In Europa
Nel caso degli altri paesi europei la situazione sociale più o meno simile a quella spagnola. Il motivo della protesta era la rivendicazione dei diritti persi con queste misure prese dai governi statali europei, che furono imposti dall'Unione europea per evitare riscatti finanziari ai paesi più problematici.

## Lo sciopero

### In Italia

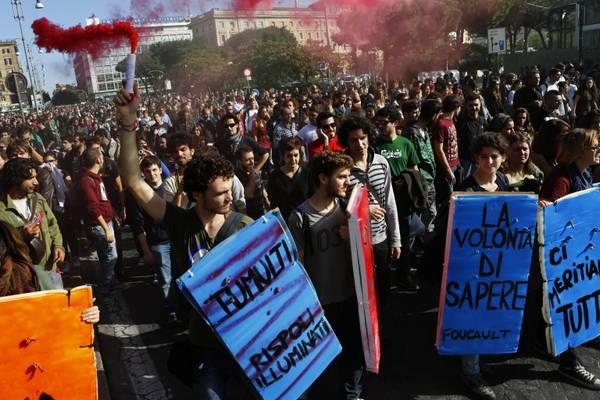
Manifestazione a Roma

In Italia si svolsero manifestazioni in almeno 87 città, in molte caratterizzate da azioni rivendicative contro banche ed edifici pubblici. Nelle grandi città si sono registrati momenti di tensione e in alcuni casi tafferugli tra manifestanti e forze dell'ordine.
A Roma si svolsero 4 manifestazioni e diversi eventi lungo tutta la città. Una delle mobilitazioni è stata caratterizzata dai Book Block, un gruppo di manifestanti che portavano con sé dei "libri scudo". La giornata si caratterizzò per gli scontri che si verificarono, in particolare nel Lungotevere.
Napoli fu la città dove, oltre a migliaia di studenti e lavoratori, scesero in piazza anche le organizzazioni dei disoccupati organizzati. A metà giornata il corteo si recò alla stazione centrale bloccando i binari dei treni e creando momenti di tensione, per poi proseguire lungo la città.

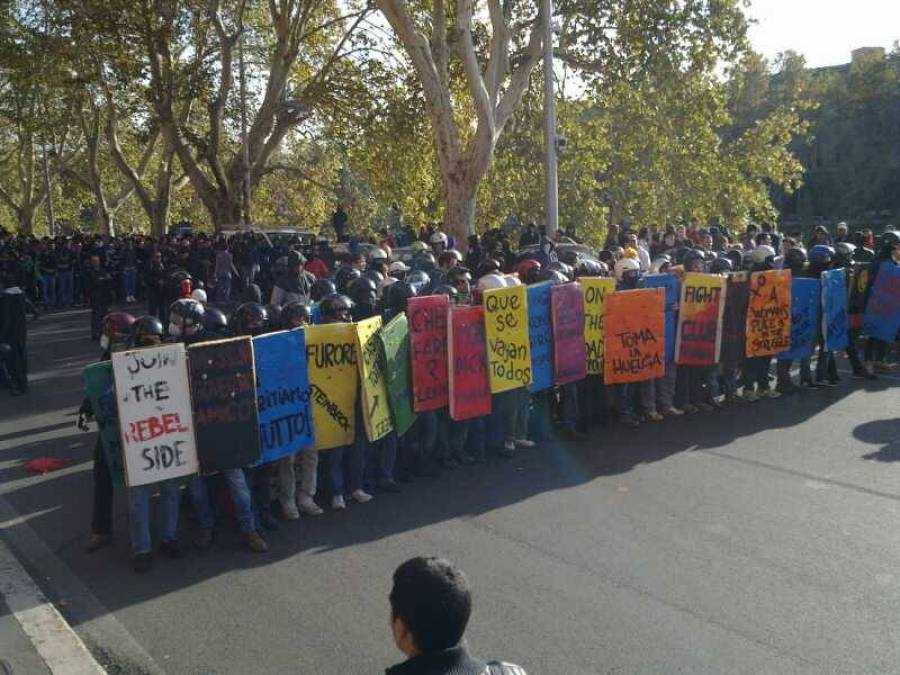
Manifestazione a Roma

A Milano furono due i cortei che attraversarono le strade e le piazze del centro. Nel corteo studentesco ci furono diversi momenti di tensione che portarono in più di un'occasione alle cariche della polizia.
Nella città di Torino si svolsero 3 manifestazioni alla quali parteciparono migliaia di persone. Le tre mobilitazioni si unirono lungo il percorso per terminare la protesta in Piazza Castello.
A Firenze furono più 30.000 i manifestanti che parteciparono alla giornata di protesta, divisa in due corteo cittadini. Arrivati al Duomo di Firenze, la FIOM stese uno striscione lungo 100 metri che recitava: "Il Duomo è passo d’uomo la democrazia non è al passo con i lavoratori, no ai licenziamenti".
Alle manifestazioni contro l'austerità svoltesi a Bologna, Genova, Bari e Pescara parteciparono circa 10.000 persone. A Genova, dove la CGIL proclamò uno sciopero di otto ore, si svolsero due manifestazioni che furono partecipate da migliaia di lavoratori e studenti.
In tutta Italia ci fu una forte partecipazione da parte degli studenti delle università e delle scuole. In totale più di 300.000 studenti parteciparono allo sciopero, con 50.000 studenti a Milano, 40.000 a Roma e Napoli, 20.000 a Roma ed almeno 10.000 studenti a Genova, Catania e Bari. A Trieste e Bologna poco più di 3.000 studenti e 2.000 a Lecce e Pisa.

### In Spagna

#### Schieramento delle forze dell'ordine
Le agenzie di notizie spagnole informarono che il Ministero degli Interni avrebbe schierato 1300 agenti a Madrid, dei quali la metà sarebbe arrivato da altre province spagnole. Lo schieramento fu simile a quello organizzato durante le manifestazioni di Rodea el Congreso del passato mese di settembre.

#### I risultati dello sciopero

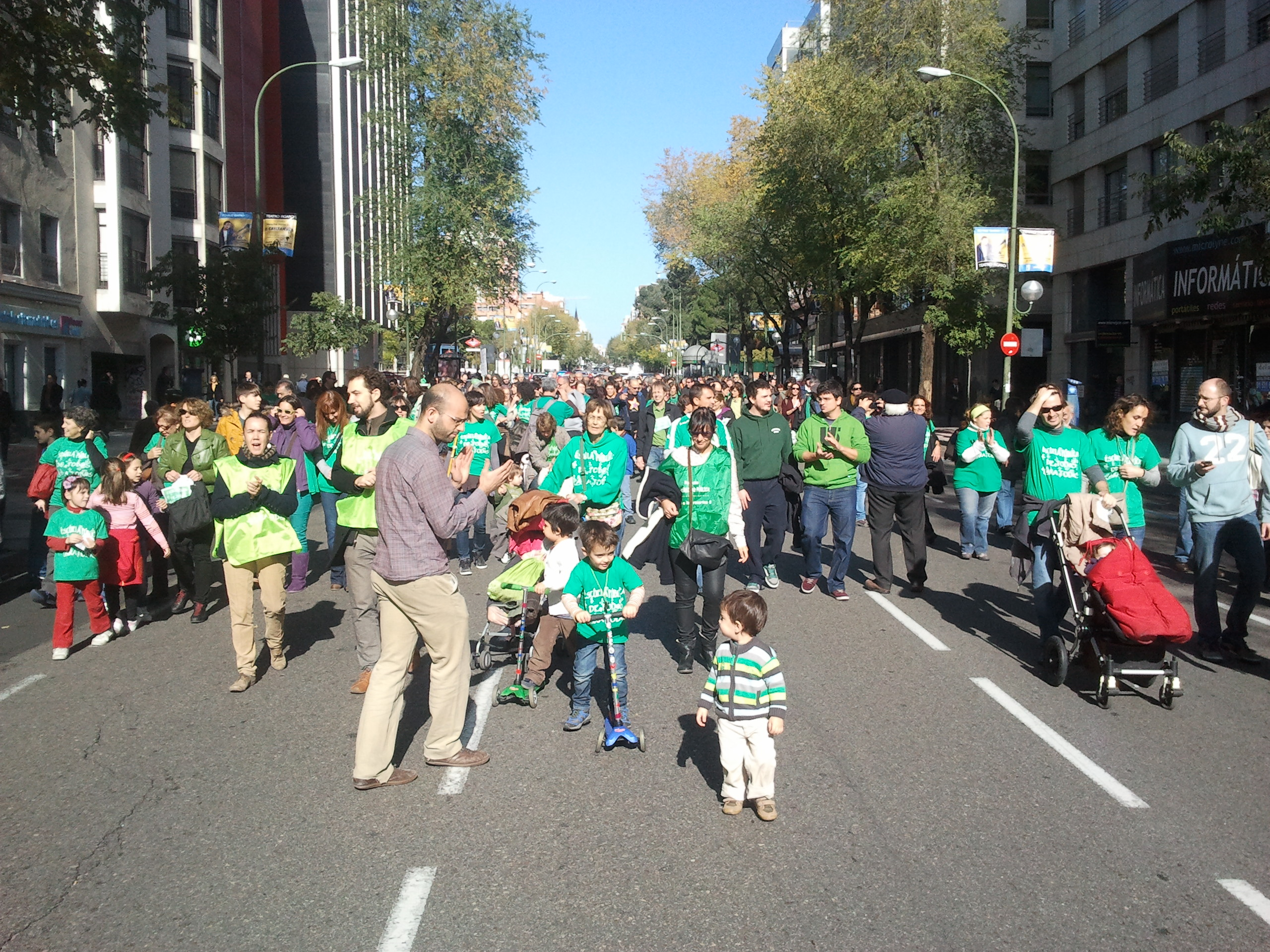
Picchetti per Chamberí, Madrid, a favore dell'educazione pubblica il giorno dello sciopero

L'Unione Generale dei Lavoratori e Commissioni Operaie dichiararono che 9.185.383 lavoratori parteciparono allo sciopero in Spagna, ovvero il 76,7%.
In confronto con lo sciopero del marzo 2012 i risultati furono peggiori in termini assoluti, dato che nel marzo parteciparono 10.465.139 lavoratori e nel novembre partecipò il 12,2% meno. Nonostante ciò, in termini relativi fu molto simile (76% contro il 77% di marzo).
I sindacati giustificarono la caduta in termini assoluti in due punti:
- La crescita della disoccupazione, che stimarono con la perdita di 600.000 lavoratori rispetto a marzo.
- L'aumento dei lavoratori che realizzavano il servizio minimo a 2,5 milioni, circa un milione in più rispetto allo sciopero precedente, perché in questa occasione si garantirono tutti i servizi minimi.[29][30]

Dall'altra parte, la Confederazione Spagnola delle Organizzazioni Impredintoriali (CEOE) stimò il risultato dello sciopero in un 10%, arrivando ad essere nullo in alcuni settori, ma riconoscendo che a Madrid fosse stato un successo.

#### Manifestazioni

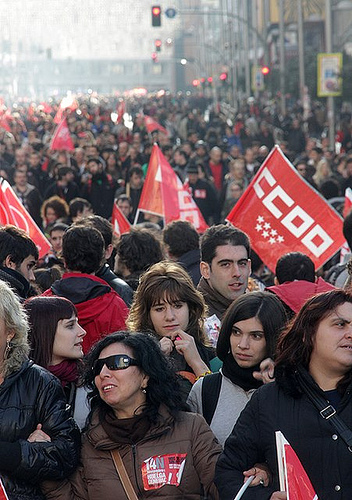
Vista parziale della manifestazione a Madrid, che arrivò a estendersi dalla Stazione di Atocha fino alla Piazza di Colón

In Spagna le manifestazioni svoltasi nel pomeriggio del 14 novembre, ed in alcuni casi durante la mattina, furono gli eventi più visibili e seguiti dello sciopero generale.
Nella capitale, Madrid, la manifestazione fece collassare le principali strade per le quali passò la protesta. Più di un milione di persone, secondo gli organizzatori, attraversò la capitale. Secondo la Delegazione del Governo a Madrid, la partecipazione fu di solo 35.000 persone, una cifra che fu criticata duramente e considerata ridicola, dato che numerosi materiali audio-visuali mostravano la partecipazione di centinaia di migliaia di persone e che la cifra era la stessa che il governo aveva stimato nella città di Ferrol, una città spagnola con una popolazione metropolitana trenta volte meno che Madrid.
 Parallelamente alla manifestazione sindacale, fu convocato un concentramento fuori dal Congresso dei deputati, partecipato da diverse migliaia di persone – 2000 secondo il governo. Questo concentramento fu dissolto dalla polizia, con un bilancio di diversi arrestati e feriti. Numerosi partecipanti alla manifestazione sindacale si videro immersi nelle cariche della polizia per la vicinanza delle manifestazioni.

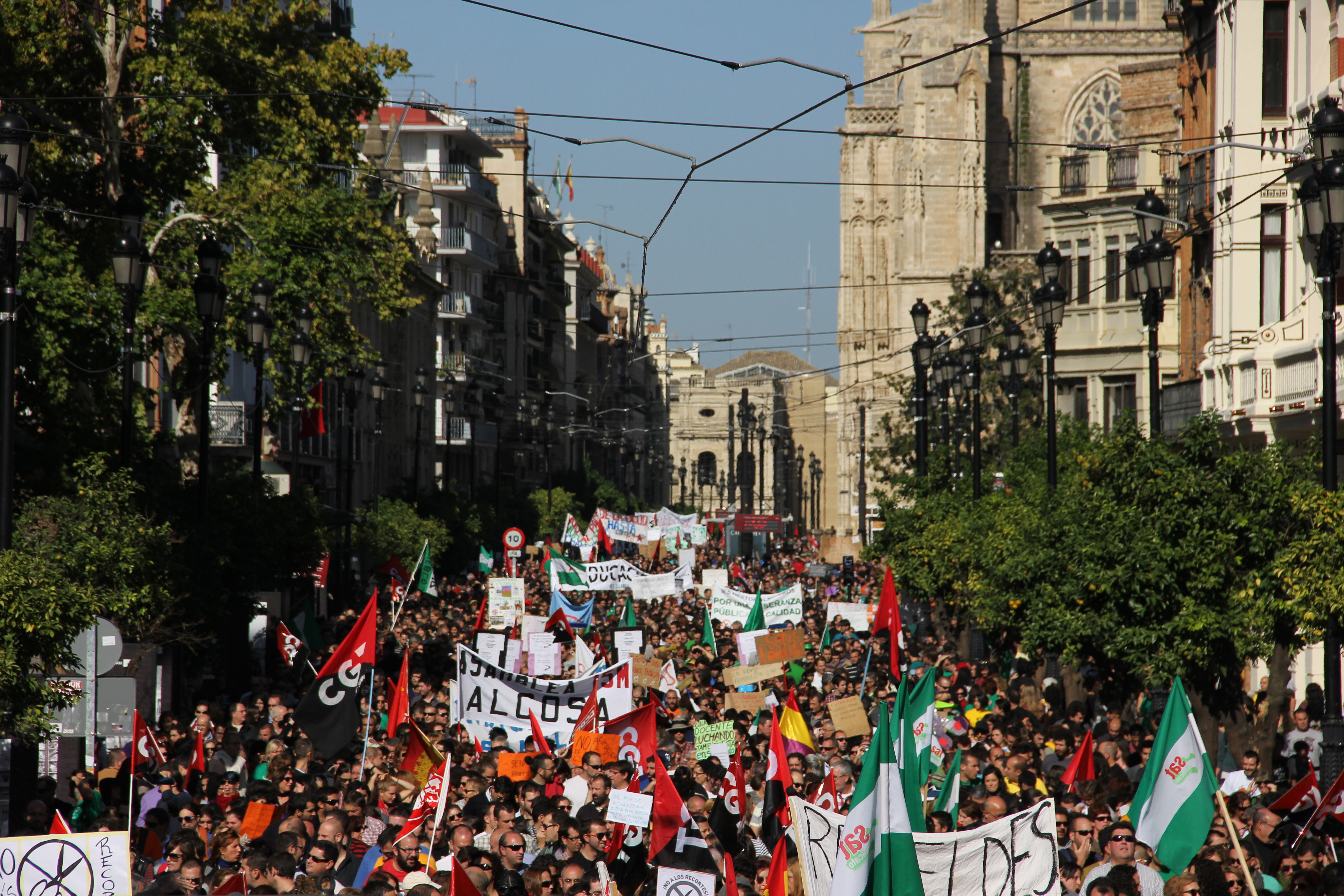
Manifestazione a Siviglia.

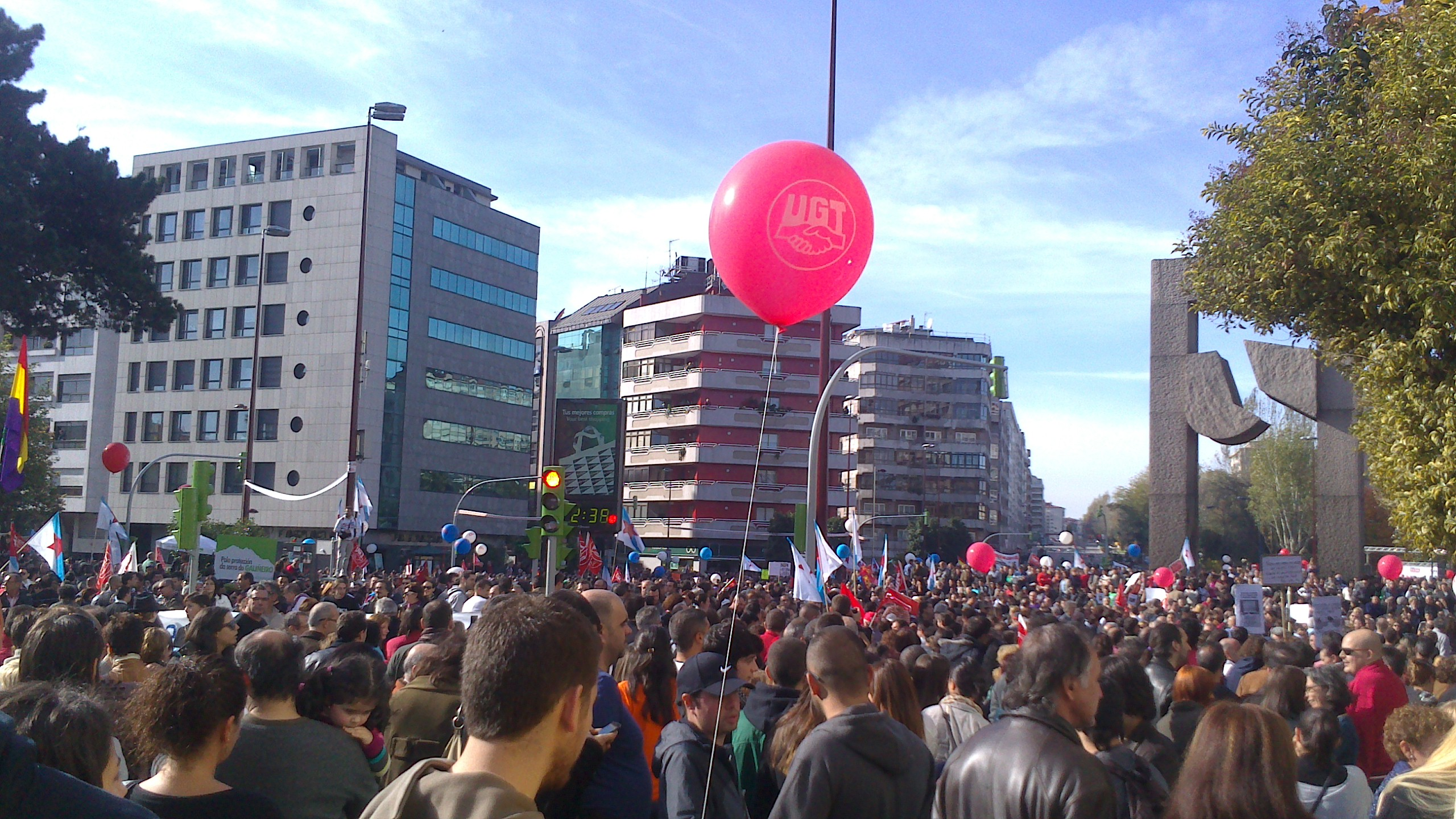
Manifestazione a Vigo.

Barcellona fu la città che accolse la manifestazione più grande del paese. I sindacati annunciarono la partecipazione di 1.115.000 persone. I Mossos d'Esquadra  stimarono la partecipazione in 110.000 persone ed il governo in 57.000. Una manifestazione parallela a quella principale terminò con scontri tra manifestanti e forze dell'ordine. I manifestanti denunciarono l'utilizzo di fucili con proiettili di gomma per sciogliere la manifestazione, cosa negata dalla Generalitat de Catalunya, però che numerosi video avevano confermato. Otto mesi dopo, diversi poliziotti ammisero di aver sparato nella zona nella quale risultò ferita la manifestante Ester Quintana, che perse un occhio durante le cariche della polizia, secondo i testimoni, per un proiettile di gomma. Più di un anno dopo, il Parlamento catalano rettificò l'uso di proiettili di gomma.
A Valencia si realizzò la terza manifestazione – seconda secondo le cifre del governo -  più imponente della giornata con la partecipazione di centinaia di migliaia di persone, 350.000 secondo i convocanti, ed il collasso delle principali arterie della città. Secondo il governo, la partecipazione fu di 50.000 manifestanti. Si svolsero anche altre manifestazioni tra le città valenziane: ad Elche con 10.000 manifestanti secondo la polizia, ad Alicante con 40.000, a Castellón de la Plana con 20.000.
Secondo Commissioni Operaie più di mezzo milione di persone scese per strada in Galizia, ma secondo il governo 65.000 persone manifestarono ad La Coruña, 125.000 a Vigo, 10.000 a Lugo, 30.000 ad Ourense e 45.000 a Ferrol. Le manifestazioni in Galizia risaltarono per la grande partecipazione e i sindacati le definirono storiche.
L'Andalusia fu un altro punto nevralgico delle proteste, con più di mezzo milione di assistenti alle manifestazioni secondo gli organizzatori e 100.000 secondo il governo. In Siviglia i sindacati dichiararono la partecipazione di 140.000 persone e secondo il governo 16.000. Allo stesso modo, i sindacati dichiararono la partecipazione di 140.000 manifestanti a Malaga, dato che il governo ha ridotto a 20.000.
Nelle Isole Baleari ebbero luogo larghe manifestazioni, con la partecipazione 60.000 manifestanti a Palma di Maiorca e 5.000 a Ibiza.
Nella città di Bilbao si riunirono 8.000 persone secondo il governo e "varie decine di migliaia" secondo gli organizzatori. A Saragozza assistettero 100.000 persone e in Aragona si svolsero importanti manifestazioni a Huesca, Sabiñánigo, Barbastro, Monzón, Caspe, Teruel, Alcañiz, Ejea e Tauste.
Secondo i dati del governo, 15.000 persone manifestarono anche in Estremadura, 20.000 a Murcia, 40.000 a Valladolid, 100.000 nelle Asturie, 10.000 in Cantabria e Pamplona e poco più di 12.000 in Castiglia-La Mancia.
In totale secondo il Governo manifestarono 800.000 persone, mentre secondo i dati dei sindacati il numero totale dei manifestanti sarebbe arrivato a quasi 4 milioni.

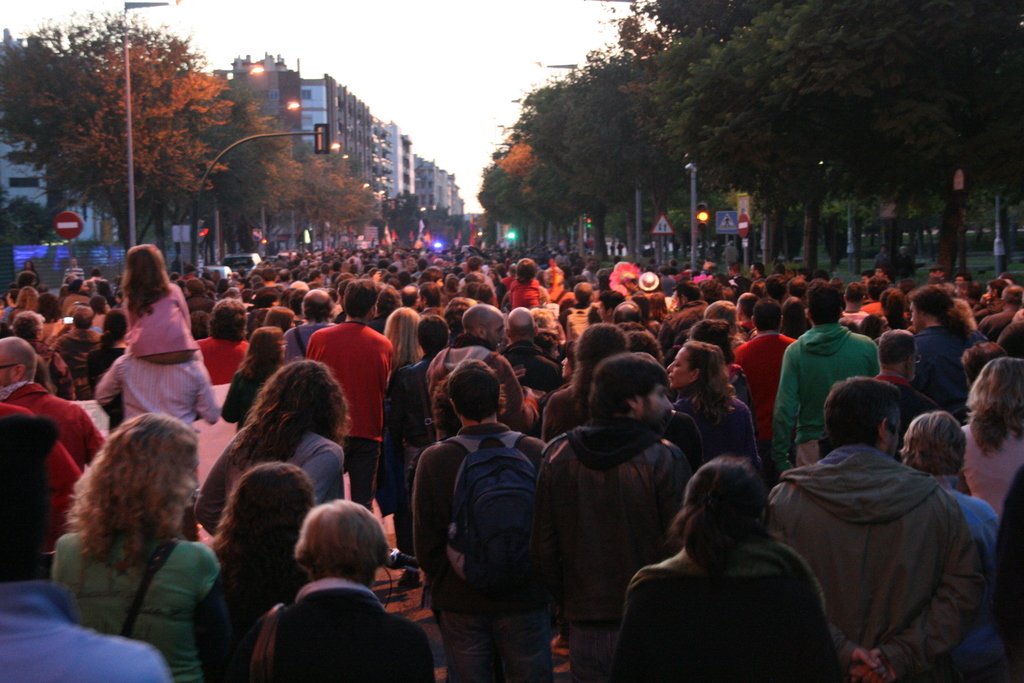
Manifestazione a Cordova
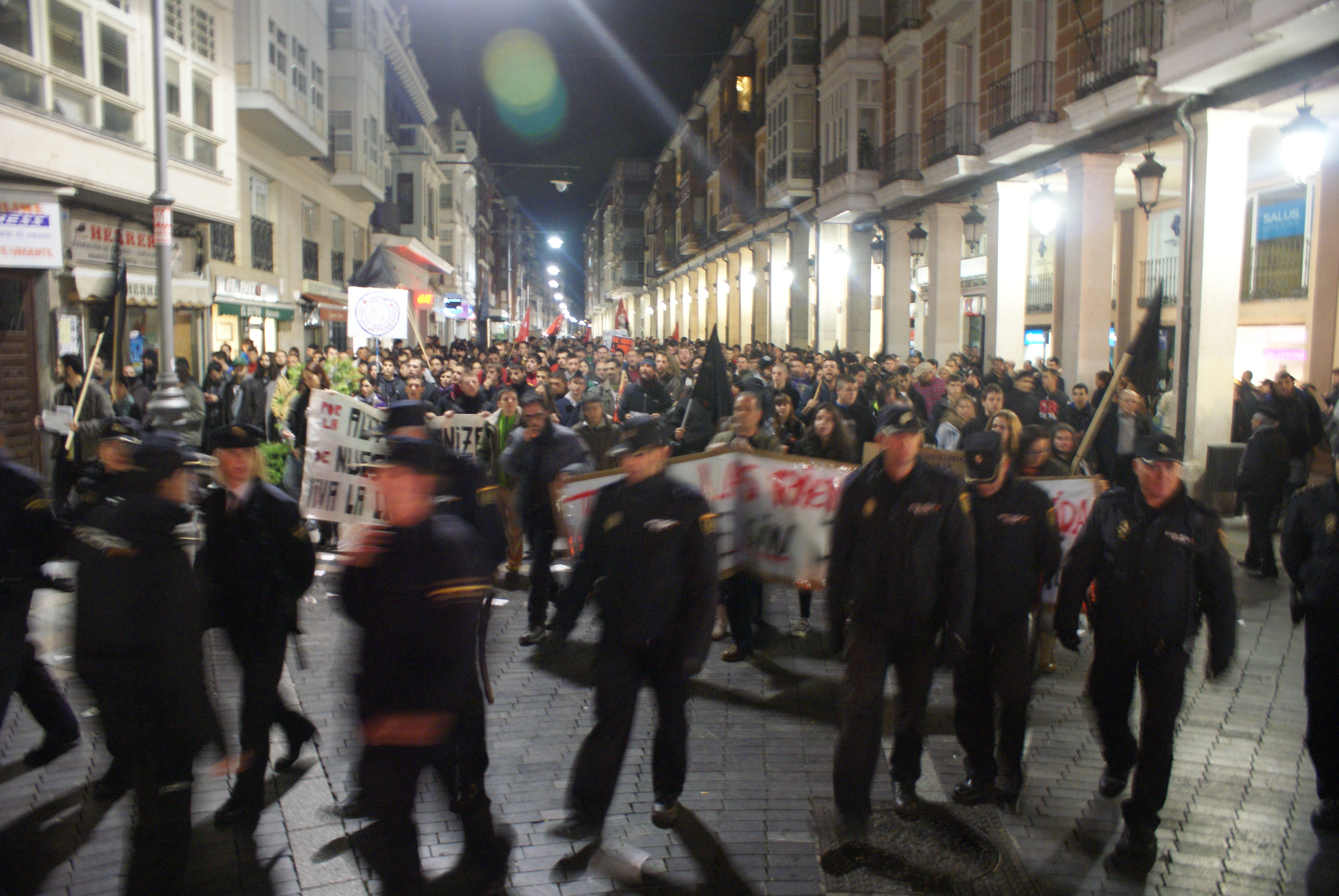
Manifestazione alternativa a Palencia
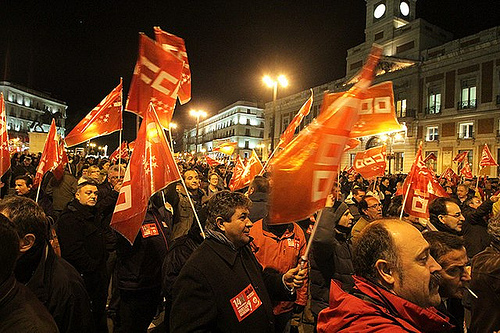
Manifestazione a Madrid
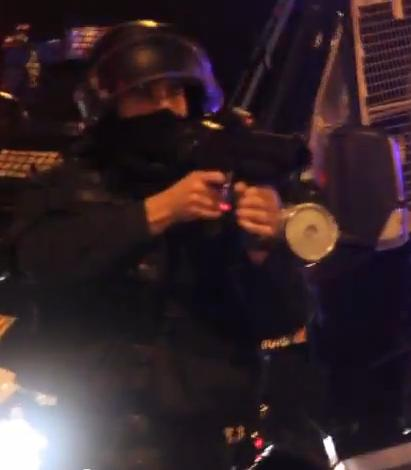
Un Mossos d'Esquadra portando un'arma a Barcellona
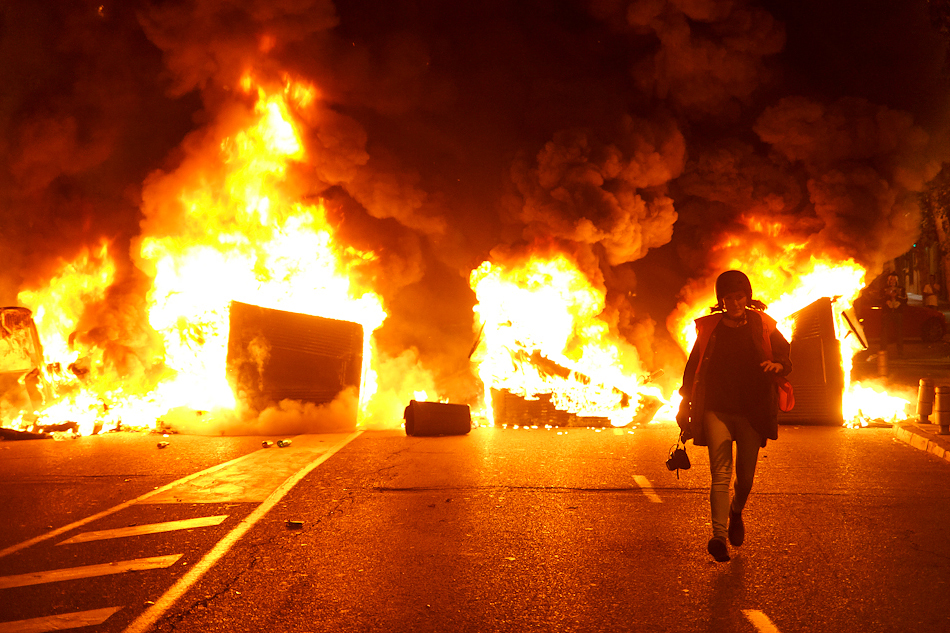
Scontri a Madrid

### In Portogallo
In Portogallo si organizzarono concentramenti e manifestazioni lungo tutto il territorio nazionale, organizzati principalmente dal sindacato Confederação Geral dos Trabalhadores Portugueses. Nell'organizzazione dello sciopero fu presente anche il Partito Comunista Portoghese ed il Blocco di Sinistra.
Il Governo portoghese non rilasciò nessun dato ufficiale sulla partecipazione allo sciopero, ma il CGTP dichiarò che l'adesione fu di più del 90% in molti settori, in particolar modo in quello dei trasporti.

### In Grecia
In Grecia lo sciopero internazionale non ebbe lo stesso successo degli sciopero organizzati durante lo stesso anno. Il 14 novembre ad Atene parteciparono poco più di 6.000 persone nella manifestazione contro l'austerity. Lo sciopero fu organizzato dai sindacati Gsee e Adedy.
La bassa partecipazione fu motivata principalmente dall'approvazione delle misure di austerità nel Parlamento già pochi giorni prima dello sciopero europeo. Il 7 novembre 2012 i sindacati ed altre organizzazioni sociali greche, organizzarono uno sciopero partecipato da più di 100.000 persone solo ad Atene, che attraversò le strade della capitale per fermare l'approvazione delle riforme economiche e sociali richieste dalla Troika al Governo greco. Nonostante la gran partecipazione alla mobilitazione e ai forti scontri fuori dal Parlamento greco, il Governo approvò i tagli previsti dal chiamato "pacchetto austerity", per un totale di 18 miliardi di tagli entro il 2016.

## Scontri di piazza

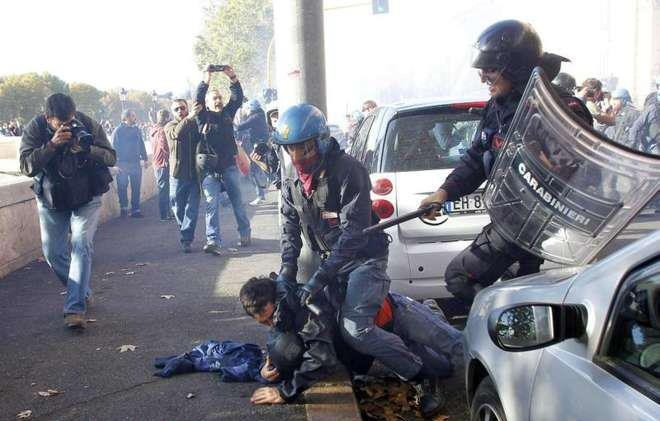
Intervento della polizia durante lo sciopero generale

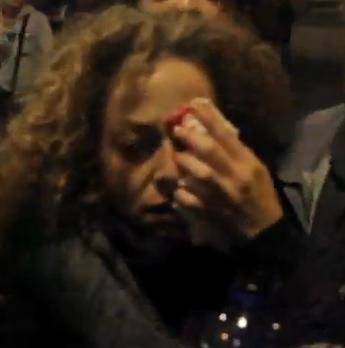
Ester Quintana, dopo aver perso un occhio per lo sparo di un proiettile a Barcellona

In diverse manifestazioni di piazza ci furono scontri tra le forze dell'ordine e gli scioperanti. Tra i più duri si ricordano gli scontri di Roma, Lisbona, Madrid e Barcellona.

### Italia
In Italia si produssero tafferugli in diverse manifestazioni, che terminarono con un totale di 8 arresti e 144 persone identificate.
A Roma si svolsero le scene più violente della giornata, quando la manifestazione cambiò percorso per dirigersi verso il Ministero dell'Istruzione, forzando il cordone della polizia. Da quel momento si produssero scontri con la polizia, in particolar modo nel Lungotevere. L'Unione Sindacale di Base ed altre organizzazioni denunciarono l'attuazione delle forze dell'ordine, con l'impiego di blindati contro gli studenti ed "una caccia allo studente" senza precedenti.

### Spagna
In Spagna si produssero un totale di 142 arresti e 74 feriti (43 dei quali agenti delle forze dell'ordine) durante la giornata di sciopero.
Tra i feriti, fu famoso il caso di Ester Quintana, di 42 anni, che perse un occhio per lo sparo di un proiettile di gomma lanciato dai Mossos d'Esquadra a Barcellona, così come l'investimento di un agente dei Mossos d'Esquadra da parte di uno dei furgoni dei suoi colleghi.

### Portogallo
A Lisbona centinaia di manifestanti che parteciparono alla manifestazione riuscirono a sfondare la "zona rossa" difesa dai poliziotti in tenuta antisommossa, nei pressi dell'Assemblea della Repubblica. Secondo le forze dell'ordine si produssero 7 arresti per disobbedienza così come 48 feriti tra manifestanti ed agenti nel trascorso della giornata.